# 奥田愛基
奥田 愛基（おくだ あき、1992年〈平成4年〉6月24日 - ）は、学生運動を行う市民活動家。平和安全法制（安保法制）に反対する「自由と民主主義のための学生緊急行動」（シールズ：以下「SEALDs」）を創設したメンバーの一人。SEALDs前身の「特定秘密保護法に反対する学生有志の会」（サスプル：以下「SASPL」）の創設メンバーでもある。一般社団法人ReDEMOS（リデモス）の創設者、代表理事。

## 人物と活動
1992年（平成4年）生まれ。福岡県北九州市出身。父親は日本バプテスト連盟の牧師の奥田知志 で、ホームレスや貧困者を支援する特定非営利活動法人「抱樸」の理事長を務めている。
中学2年時に不登校。その後、島根県江津市にある全寮制のキリスト教愛真高等学校に入学。同校の授業で海外の貧困問題に関心をもち、国際学部に進むきっかけとなった。2011年、明治学院大学国際学部に指定校推薦で入学。入試の面接時にはのちに共著を出す面接官の高橋源一郎とカレーの話で盛り上がったという。大学入学直前に東日本大震災が起こり、被災地支援に関わる。短編ドキュメンタリー『生きる312』を監督として製作し、2013年に国際平和映像祭でグランプリと地球の歩き方賞をダブル受賞した。また、震災後の政治運動について考える団体「the Temporary Autonomous Zone」（TAZ）を運営した。5月から大学に復帰するが、その後休学しカナダなどに留学した。
2013年12月、SASPLを1年限定で設立し、幾つかの大学に組織を広げ、反対運動を行った。SASPLは2014年12月10日に解散したが、その後、主に沖縄、辺野古基地問題の政治運動を行う「自由と民主主義のための学生緊急行動（ex-SASPL）」を発足した。
そして、翌2015年5月にSEALDsの結成につながった。SEALDsはSASPLに比べ大きな組織となり、同年6月時点で20大学ほどの学生100名を大きく超える規模となったと奥田本人は述べている。同年8月23日、連合が主催した国会前の反安保関連法案集会で 8月21日の特別委員会において民主党の質問中に「そんなこといいじゃないの」とやじを飛ばした自民党の安倍晋三に対して蓮舫氏が「どうでもいいとはどういうことか」と言葉を変えて批判したことを根拠に「どうでもいいなら総理をやめろ」「憲法を守れ」「戦争反対」「安倍は辞めろ」などラップ調で連呼したことで産経新聞に報道された。9月15日、平和安全法制を審議する参院特別委員会の中央公聴会で意見を表明する公述人に、民主党の推薦で、大学の法学の名誉教授や元最高裁判所判事などに並んで意見を陳述した。奥田は法案への反対の立場で意見を述べた。
2015年12月1日、奥田は、政党への政策提言などを行う一般社団法人「ReDEMOS -市民のためのシンクタンク-」 を設立、奥田は代表理事に就任した。同月14日に、奥田は参院議員会館にて設立の記者会見を行った。記者会見で奥田は（国会前での抗議を続けて）「なぜ正式なプロセスで異議申し立てできないのか」と疑問を持ったとし、「こうした思いを法律レベルにして発信したい」と述べた。2016年3月27日、民進党結党大会にて来賓として登壇した。
大学在学中から、一橋大学大学院進学を目指して勉強を行い、2015年3月に大学を卒業、4月から一橋大学大学院に進学。政治学を専攻し、政治参加の方法を体系的に分析・研究する。
2016年4月10日、アジアの民主主義や民主化運動の状況を話し合う若者団体の初会議がフィリピンのマニラで開かれ、台湾の林飛帆ら「ひまわり学生運動」のメンバーや、香港の「雨傘革命」のメンバーなど、合計10の国や地域の代表が参加し、日本からは奥田らSEALDsのメンバーが参加した。会議ではSEALDsのデモのスタイルが称賛されたほか、奥田が「（各国の状況や目標は違うが）努力しないとそれをつかめないということを忘れてはならない」と述べるなどした。また参加者から「日本はアジアの中で最も民主主義が進んだ国」という認識を聞かされ戸惑ったという 。
同年フジロック・フェスティバルへの出演が発表されると、賛否両論がインターネット上を賑わせた。
2017年の第48回衆議院議員総選挙の直前には結党されて間もない立憲民主党の枝野幸男代表と街頭宣伝を行った。

## メディア

### TV出演
- 朝まで生テレビ!（テレビ朝日系列、2015年9月25日放送回）

## 書籍

### 単著
- 『変える』河出書房新社、2016年6月。ISBN 9784309024714。

### 共著
- 高橋源一郎、SEALDs『民主主義ってなんだ？』河出書房新社、2015年9月。ISBN 9784309247328。
- 奥田愛基、倉持麟太郎、福山哲郎『2015年安保　国会の内と外で　民主主義をやり直す』岩波書店、2015年12月。ISBN 9784000610995。
- 水上貴央、中野晃一、奥田愛基『ガチで立憲民主主義　壊れた日本はつくり直せる』集英社インターナショナル、2016年6月。ISBN 9784797673258。
- SEALDs『民主主義は止まらない』河出書房新社、2016年6月。ISBN 9784309247632。
- SEALDs 編『日本×香港×台湾　若者はあきらめない』太田出版、2016年7月。ISBN 9784778315245。
  - 香港の雨傘運動や台湾のひまわり学生運動との対話集らめない] SEALDs、磯部涼 2016年6月17[36]。

### 対談
- 古谷経衡『愛国ってなんだ 民族・郷土・戦争』奥田愛基対談者、PHP研究所〈PHP新書 1019〉、2015年11月。ISBN 9784569827834。

### 執筆
- 奥田愛基、牛田悦正「「対談」大学生、ゴジラ観ようぜ : 震災以降の映画と政治のリアル」『「シン・ゴジラ」をどう観るか』河出書房新社、2016年10月。ISBN 9784309277738。